# Arab Petroleum Investments Corporation
Die Arab Petroleum Investments Corporation (APICORP) ist eine multilaterale Finanzinstitution mit Schwerpunkt Energie, die 1975 von zehn arabischen Erdöl-exportierenden Ländern gegründet wurde. Die Aufgabe von APICORP besteht darin, die nachhaltige Entwicklung des Energiesektors der Region und damit verbundener Branchen durch eine Reihe von Finanzierungs- und direkten Beteiligungslösungen sowie durch Energieforschung und Beratungsdienste zu unterstützen.

## Mitglieder
Aktuell sind die folgenden 10 Staaten Mitglieder der APICORP:
| Land                         | Anteil |
| ---------------------------- | ------ |
| Saudi-Arabien                | 17%    |
| Kuwait                       | 17%    |
| Vereinigte Arabische Emirate | 17%    |
| Libyen                       | 15%    |
| Katar                        | 10%    |
| Irak                         | 10%    |
| Algerien                     | 5%     |
| Ägypten                      | 3%     |
| Bahrain                      | 3%     |
| Syrien                       | 3%     |

## Rating
APICORP ist das einzige auf Energie fokussierte Finanzinstitut in der MENA-Region, das von S&P Global mit „AA-“, von Moody’s mit „Aa2“ und von Fitch mit „AA“ bewertet wird.